# Vlooien (gedrag)

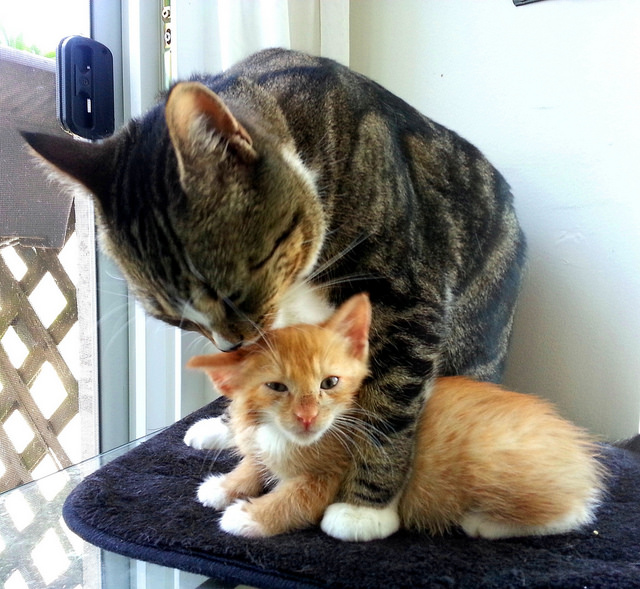
Een moederkat verzorgt haar kitten.

Vlooien (Engels: social grooming) is een vorm van verzorging tussen dieren die meerdere functies kan hebben zoals hygiëne, sociale binding of als voorspel voor de paring. Bij sociale dieren heeft vlooien ook andere functies, zoals het verminderen van stress of het verzoenen van een conflict.

## Evolutionaire oorsprong
Er zijn verschillende theorieën die de oorsprong van vlooien beschrijven. Vlooien levert verschillende voordelen op zoals het verminderen van ziekte-overdracht, het onderhouden van banden tussen de dieren en het reduceren van stress. Al deze redenen kunnen er voor zorgen dat dieren beter kunnen overleven. Het zou kunnen dat het eerst een hygiënische oorsprong had en gaandeweg ook een sociaal aspect heeft gekregen.

### Gezondheidsvoordelen
Men weet vaak niet precies wat het belangrijkste is bij vlooien, de hygiëne of de binding tussen dieren. Vaak wordt er op plekken gevlooid waar het dier zelf niet bij kan. Ander onderzoek laat dan weer zien dat vooral primaten weer meer aan vlooien doen dan strikt noodzakelijk. Waarschijnlijk verschilt dit bij verschillende diersoorten en bestaat er een spectrum tussen hygiëne en de sociale binding.

## Fotogalerij

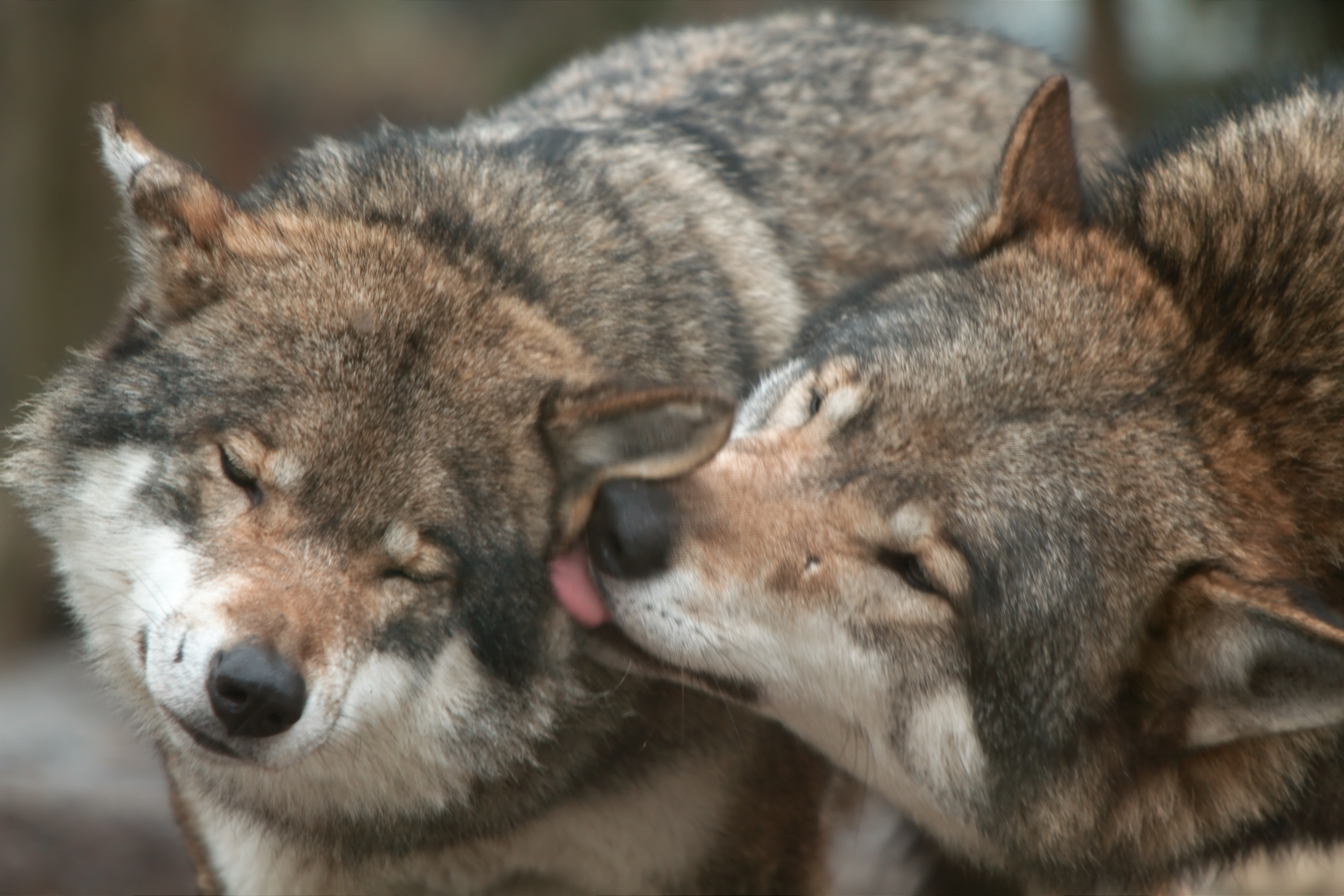
Wolven - sociale status
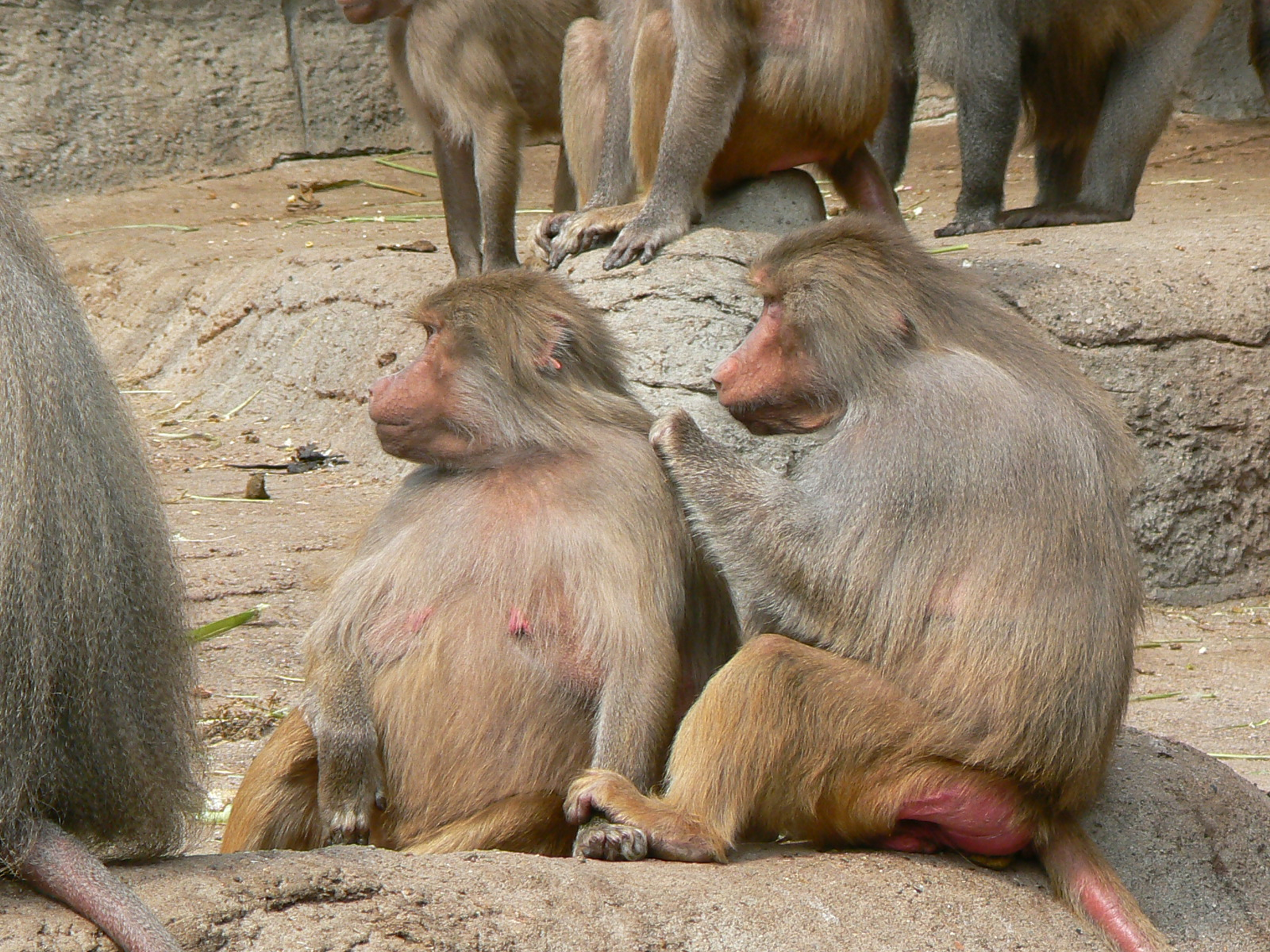
Vlooiende apen
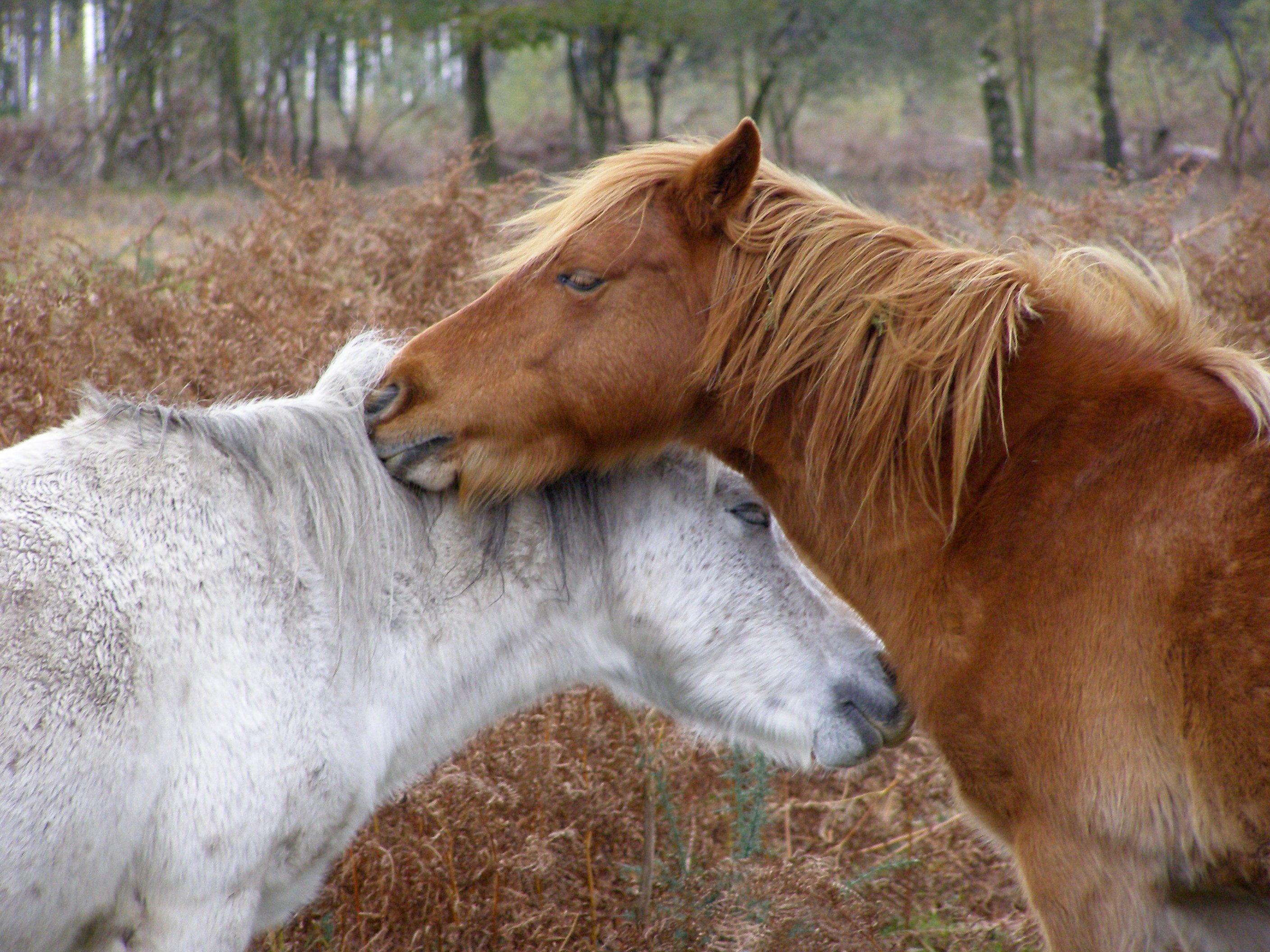
Vlooiende pony's
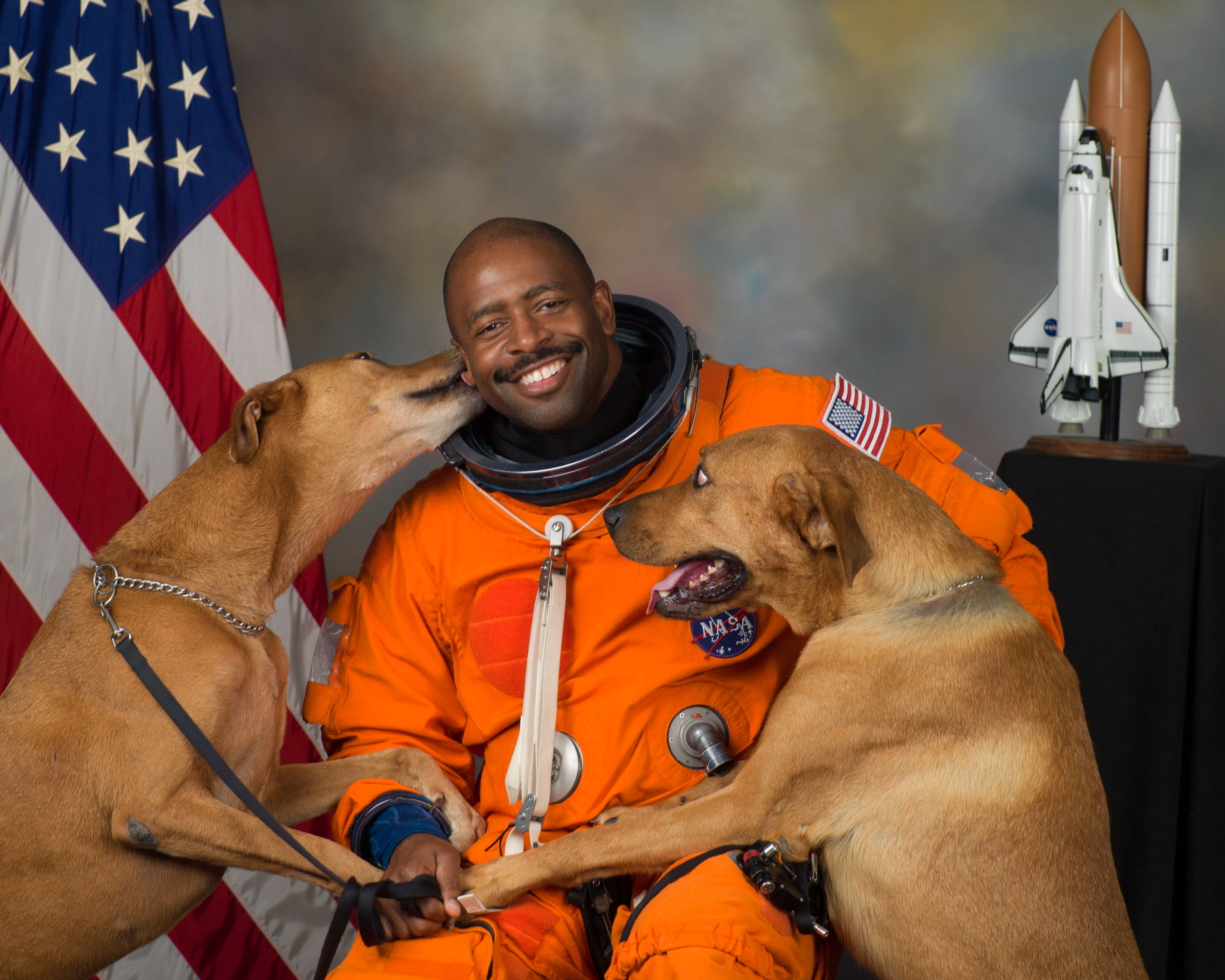
NASA-astronaut Leland Melvin met de honden Jake and Scout
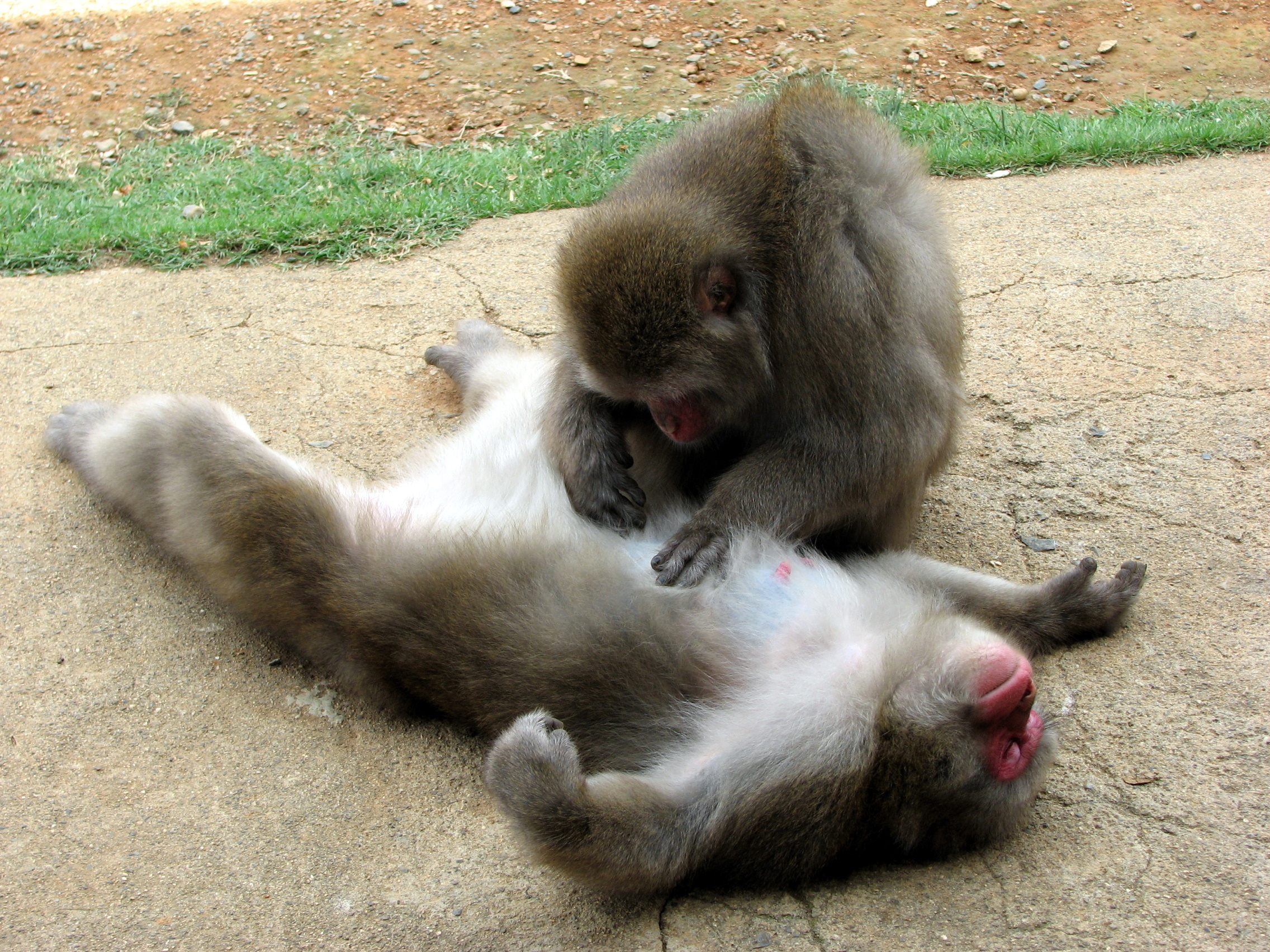
Totale overgave van een aap die gevlooid wordt
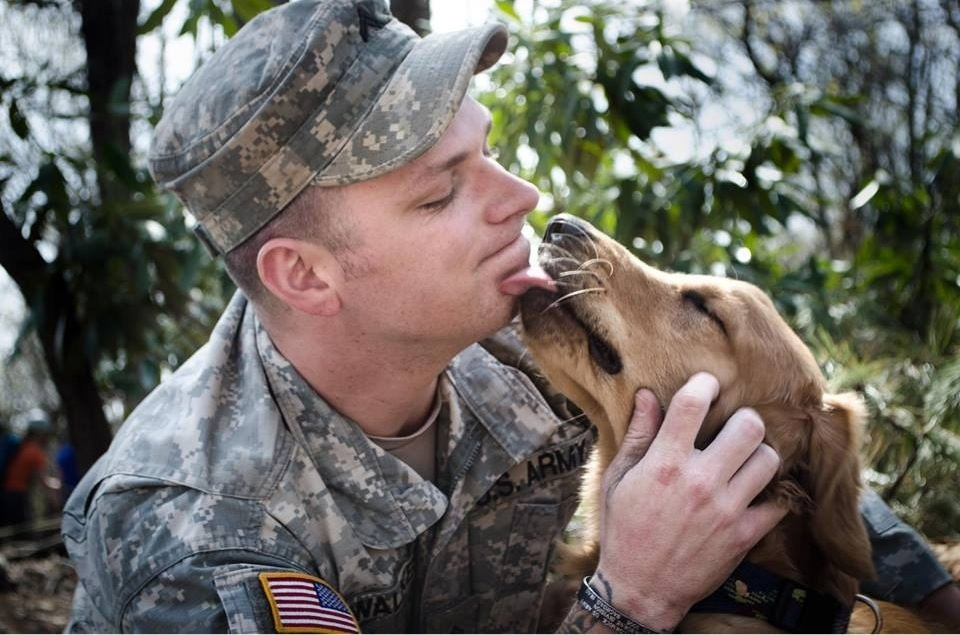
Thuiskomen - mond likken